# Konkurrenz (Verwaltungsrecht Österreichs)
Die Konkurrenz  (zu lateinisch concurrere ‚zusammenlaufen‘, in der heute unüblichen Bedeutung ‚vereinigen‘) ist eine Organisationsform in der späteren Habsburgermonarchie und der Republik Österreich, die als Zusammenarbeit der Gebietskörperschaften oder mit Privaten der Finanzierung von Infrastruktur-Projekten dient.
Wie auch im heutigen Österreich waren im Kaisertum Österreich und folgenden Österreich-Ungarn die Zuständigkeiten für Infrastruktur zwischen Gesamtstaat, [Kron-]Ländern und Gemeinden (Schaffung der Ortsgemeinden nach 1848/49) aufgeteilt. Zur gemeinschaftlichen Errichtung und Erhaltung durch diese Verwaltungsinstanzen und allfällig mit anderen Interessenten und Nutznießern kann eine Konkurrenz eingerichtet werden.
Im Unterschied – teils in Abgrenzung – zu anderen Lastenverbänden hat eine Konkurrenz öffentlich-rechtlichen Charakter, und es kommt ihr eine Rechtspersönlichkeit zu. Damit ist sie eine eigenständige Organisationen der regionalen Selbstverwaltung respektive auch der öffentlich-privaten Partnerschaft (ÖPP/PPP). Die Kapitalisierung übernehmen die Konkurrenzpartner, die auch meist die Organe paritätisch besetzen. Zweck ist also, die Kommunalebene gezielt mit Subventionen auszustatten, aber auch, die lokalen Nutzer sowohl in Bezug auf die Lasten für die öffentliche Aufgaben, wie auch die Organisation zu beteiligen (Schlanker Staat).
Eingesetzt wurde dieses Instrument hauptsächlich im Bereich der früher als Kommunikationen bezeichneten Bereiche, also Post-, Telegraphen-, Straßen-, Eisenbahnverwaltung, im Wasserbau insbesondere für die Flussregulierungen, und im Bergbau, aber auch in Unterbringungsfragen der öffentlichen Angelegenheiten. Insbesondere in Bezug auf Straßen sprach man von Wegekonkurrenz, dazu waren die meisten Kronländer in Konkurrenzbezirke (Straßenbezirke) eingeteilt, teils deckungsgleich mit den jeweiligen politischen respektive Gerichtsbezirken. Der Begriff der Konkurrenzstraße besteht bis heute.
Heute ist die Konkurrenz selten geworden. Organisatorisch umgesetzt wurde das auch alternativ in der Einrichtung von Fonds, durch Genossenschaften oder moderner Gemeindeverbände, oder durch ausgelagerte Unternehmen wie Aktiengesellschaften, heute sind Gesellschaften mit beschränkter Haftung üblicher, beispielsweise als Errichtungs-GmbH/AG, die später in eine Betriebs-GmbH/AG übergeführt wird. Eine bekanntere noch bestehende Konkurrenz ist die 1927 – als Nachfolge der Donau-Regulierungs-Comission – eingerichtete Donauhochwasserschutz-Konkurrenz (DHK), mit den drei Kurien Bund, Land Niederösterreich und Stadt Wien, ihre geschäftsführende Stelle ist heute die via donau, das ehemalige Bundesstrombauamt/Wasserstraßendirektion, nachmalig Österreichische Donau-Betriebs-AG, heute Österreichische Wasserstraßen-Gesellschaft mbH.